# Chùa Vạn Linh Khánh
Chùa Vạn Linh Khánh thuộc địa phận khu Nam Thọ, phường Trà Cổ là một trong những di tích có giá trị tiêu biểu của thành phố Móng Cái đã được Bộ Văn hóa Thông tin xếp hạng là di tích nghệ thuật cấp Quốc gia năm 1999.
Niên đại xây dựng chùa Vạn Linh Khánh chưa được xác định rõ. Theo bài minh trên chuông đồng đúc lại vào năm Thiệu Trị thứ 3 (1843) có nói vào năm Cảnh Thịnh thứ 15 triều vua Lê Hiển Tông (1754) đã có Linh Khánh Tự. Hè năm 2018 chùa chính có quy mô lớn đang được xây dựng lại với các cột to bằng bê tông.
Chùa Vạn Linh Khánh được xây dựng gồm các công trình chính: Tam quan, Nhà Tổ, Nhà Mẫu, Nhà Khách. Trải qua những tác động của thời gian, đến nay chùa đã nhiều lần được trùng tu, dấu ấn thời Lê không còn nữa. Nhưng tại đây vẫn còn lưu giữ được khá đầy đủ những hiện vật đồ thờ và tượng pháp: một hệ thống tượng gồm 53 pho tượng cổ được bổ sung qua nhiều thời kì. Đáng chú ý nhất là 4 pho tượng Thích Ca sơ sinh, 2 pho tượng Quan Âm Tống tử và 2 pho tượng Tam thế nhỏ.
Hàng năm, tại di tích chùa Nam Thọ cũng có nhiều ngày lễ, thu hút được đông đảo phật tử và du khách tới tham gia, đó là lễ Phật Thích Ca (8/4 ÂL), lễ Vu Lan (Tháng 7ÂL), lễ Phật A Di Đà (17/11 ÂL)...

## Hình ảnh

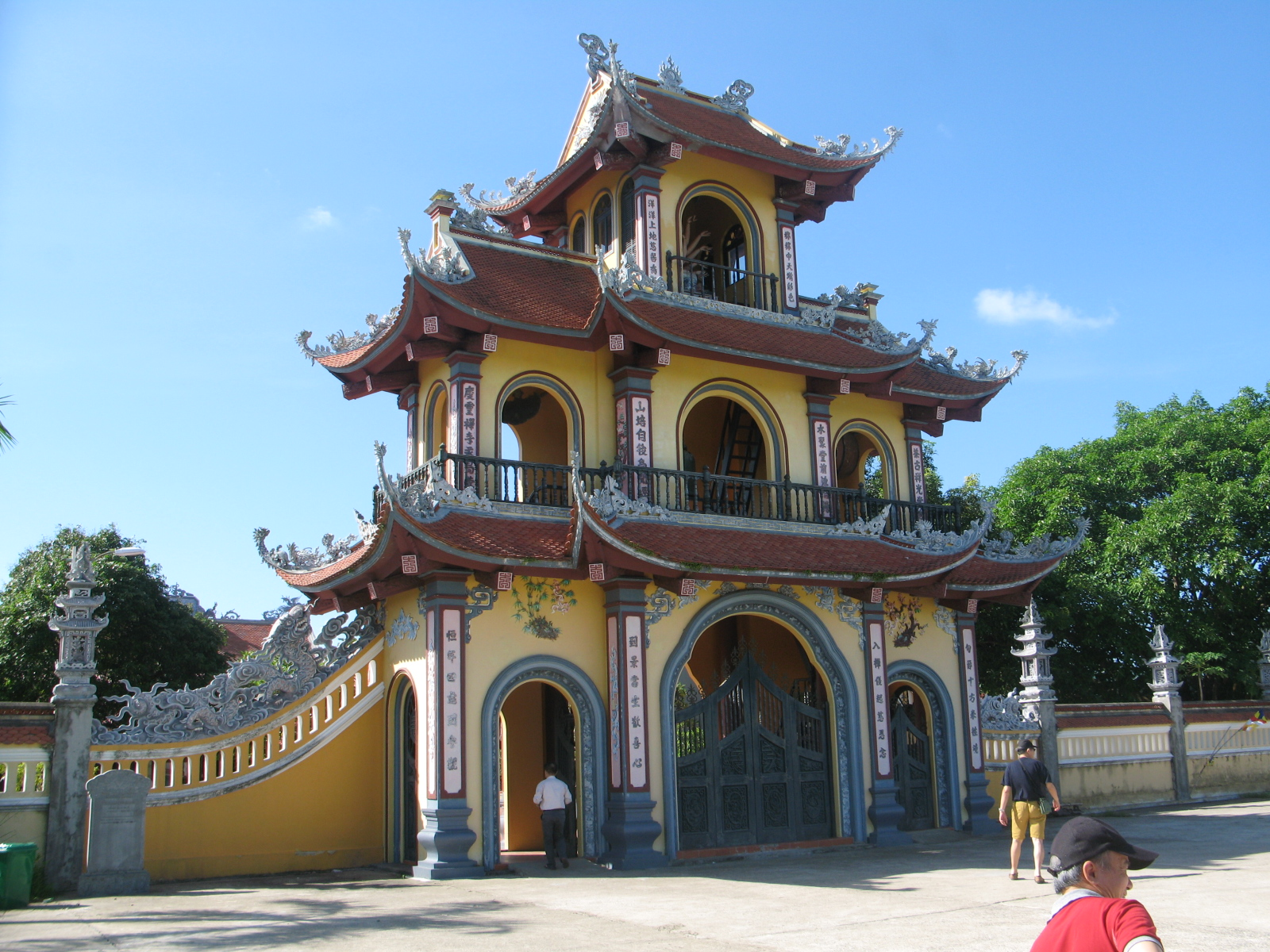
Cổng chùa
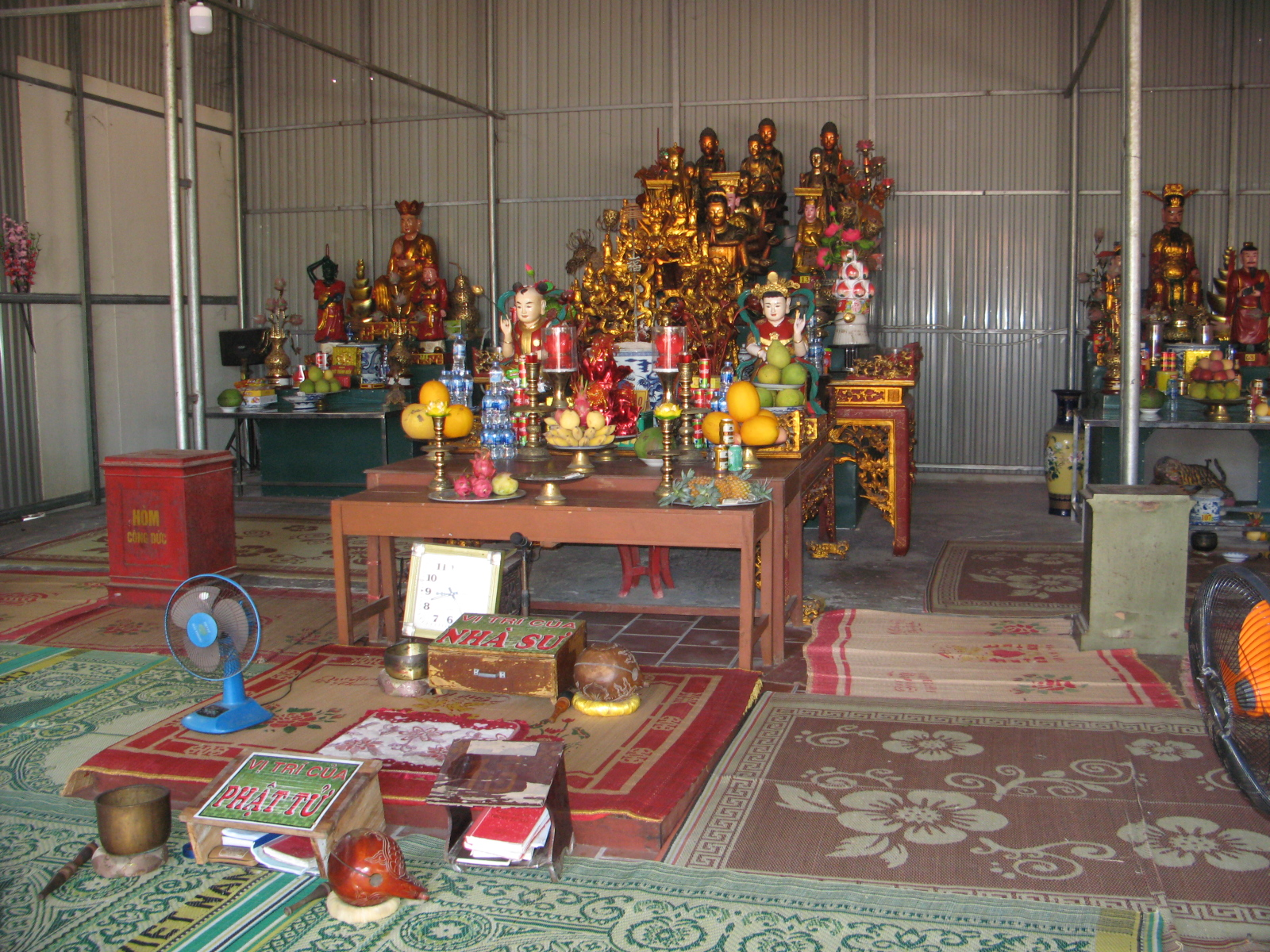
Gian thờ chính Chùa Vạn Linh Khánh
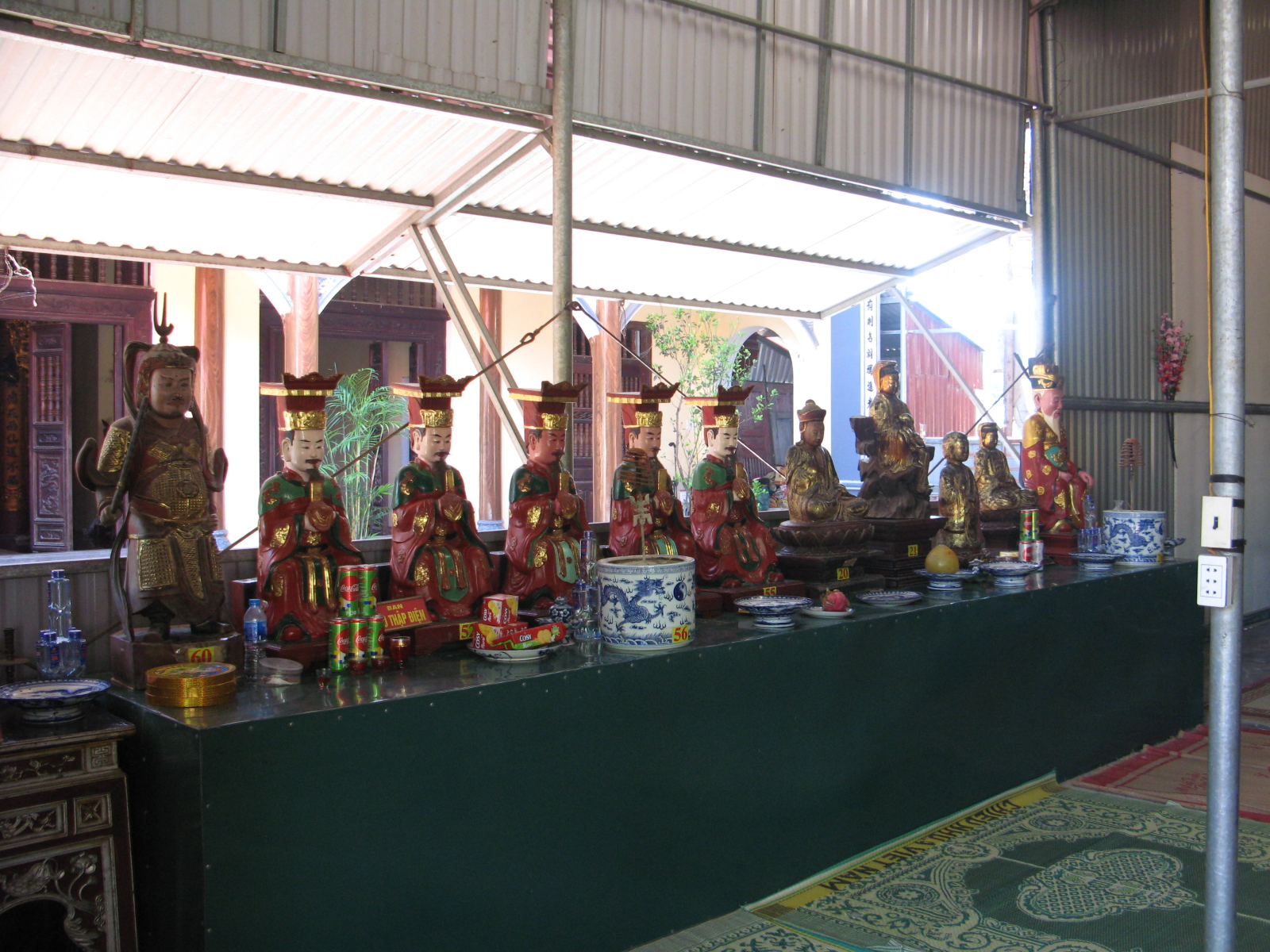
Dãy tượng bên phải gian thờ chính
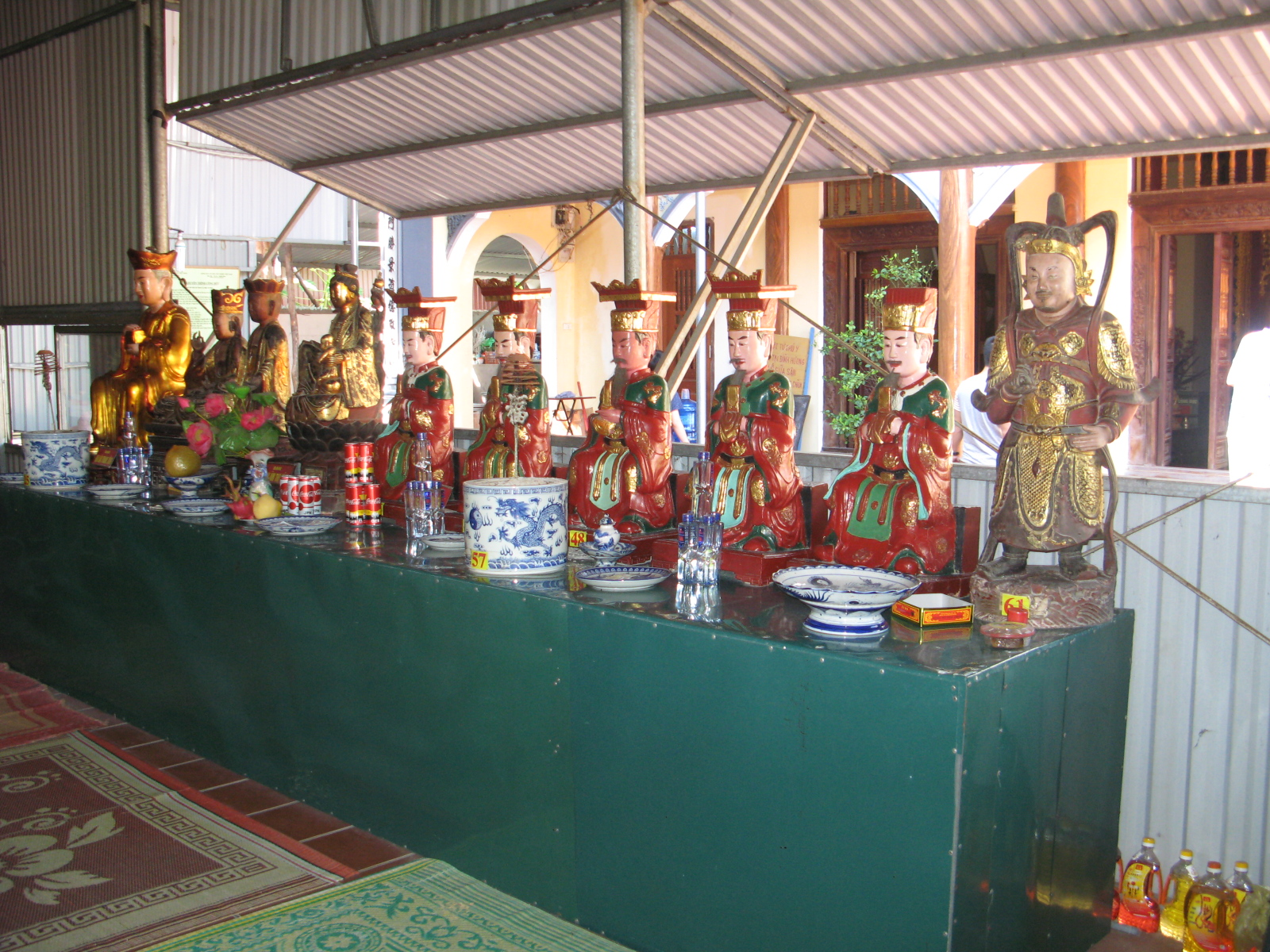
Dãy tượng bên trái gian thờ chính
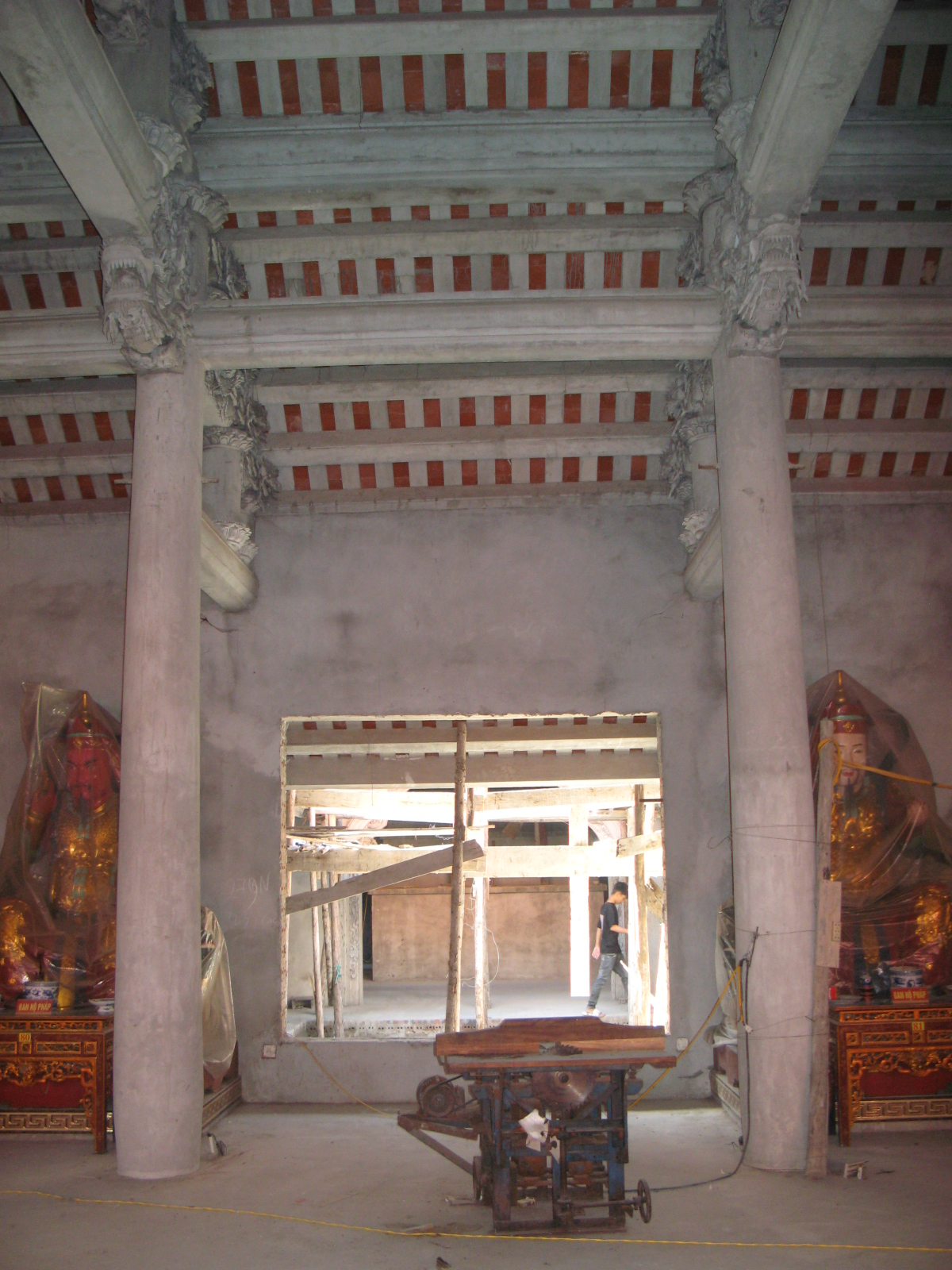
Gian chính của chùa mới đang được xây dựng